# Jacques Coutrot
Jacques Coutrot (n. 10 aprilie 1898, Paris, Île-de-France, Franța – d. 17 septembrie 1965, Mormant⁠(d), Région parisienne, Franța) a fost un scrimer ce a reprezentat Franța, medaliat olimpic. A participat la 2 ediții ale Jocurilor Olimpice (1924, 1936) în care a câștigat o medalie de aur.